# Zedtwitzové

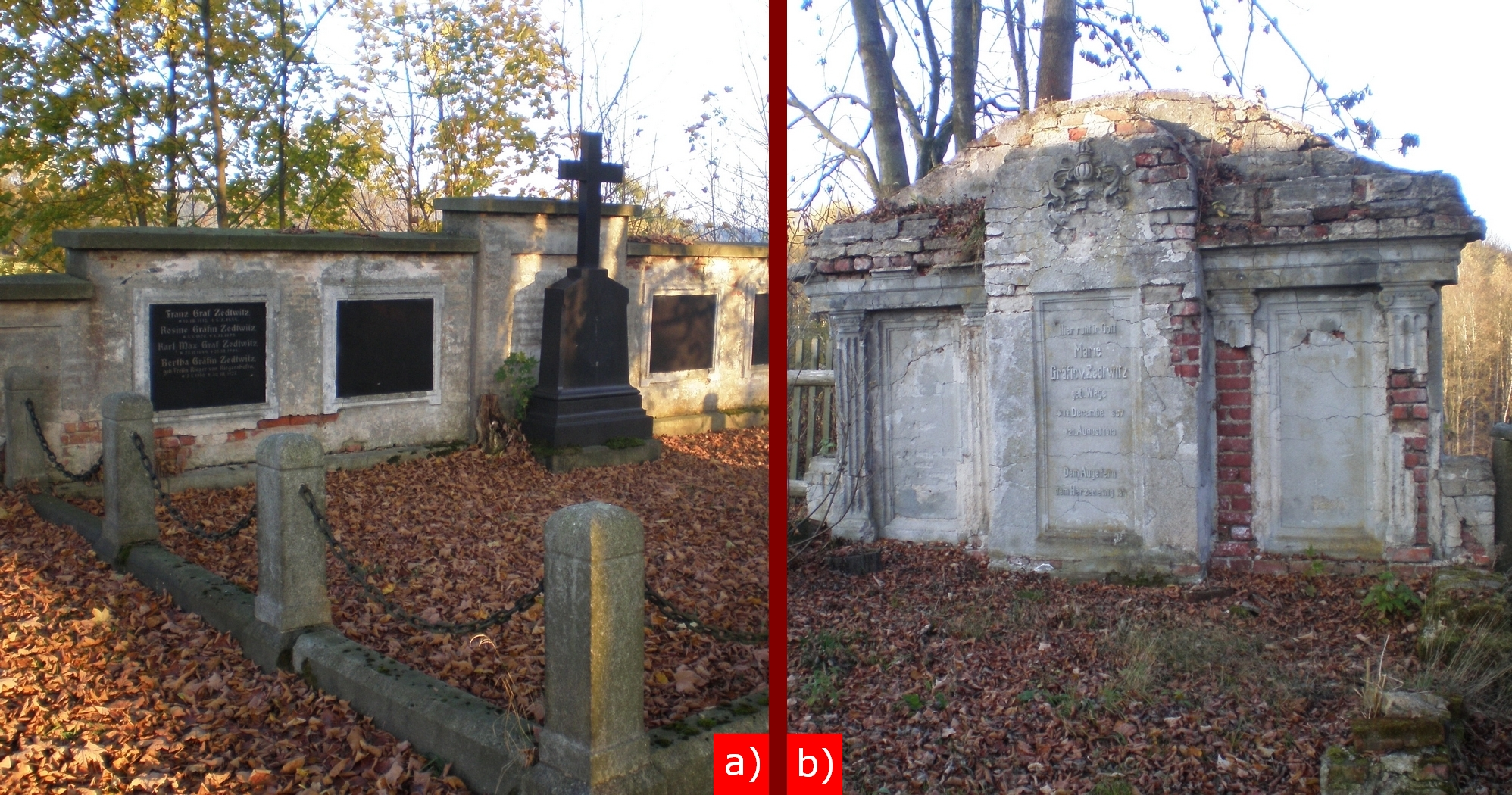
Hrobky Zedtwitzů: a) v Kopaninách, b) v Doubravě.

Zedtwitzové (též Cedvicové, Zedvicové) jsou německý a český šlechtický rod, jehož existence je prokazatelná již ve 13. století. Rodina se rozdělila do několika linií.

## Historie
Zedtwitzové pocházejí ze Saského Fojtska (a také Regnitzlandu), kde existovalo panství Zedtwitz. Zedtwitz je dnes jméno vesnice, spadající pod obec Feilitzsch v zemském okrese Hof. Zakladatelé rodu pravděpodobně pocházejí z družiny fojtů z Weidy, která do Bavorska přišla z durynské obce Veilsdorf. Podobnost s erby rodin z Feilitzsch, z Heydte, z Roeder (a možná i z Perglas) tomu napovídají.
První zmínka o Zedtwitzích pochází z roku 1235, konkrétně o rytíři Jiřím z Zedtwitz. Jako další je zmiňován Berthold z Zedtwitz, a to 13. října 1288. V roce 1377 je Petrem z Zedtwitz odštěpena část rodiny, která se přesouvá do Čech, a získává vliv v Aši, Kopaninách, Doubravě, Krásné a v Podhradí.

## Původ jména rodu
Jméno rodu Zedtwitzů pochází ze složení slov zed (zeď) a vice (ves), což znamená obezděná vesnice. Šlechta tak převzala jméno německé obce, kde vznikla.

## Současnost
Jedna z větví se v 19. století rozdělila do sídel v Moravanech na Váhom (Slovensko) a v Doupově. Po zákazu užívání šlechtických titulů v Československu po první světové válce znamenal odchod Zedtwitzů z českého území i Slovenska. Dnes jsou členové rodu rozeseti po celém světě.

## Významní členové
- Joachim von Zedtwitz, 1910–2001, lékař, Spravedlivý mezi národy
- Karl Max Zedtwitz, 1844–1908, politik a pořadatel Jubilejní výstavy v roce 1891
- Karl Moritz Zedtwitz, 1830–1915, politik
- Kurt František Václav Zedtwitz z Moravan a Doupova, 1822-1909, císařský úředník a podplukovník císařské armády

## Zedtwitzká sídla na Ašsku a Chebsku

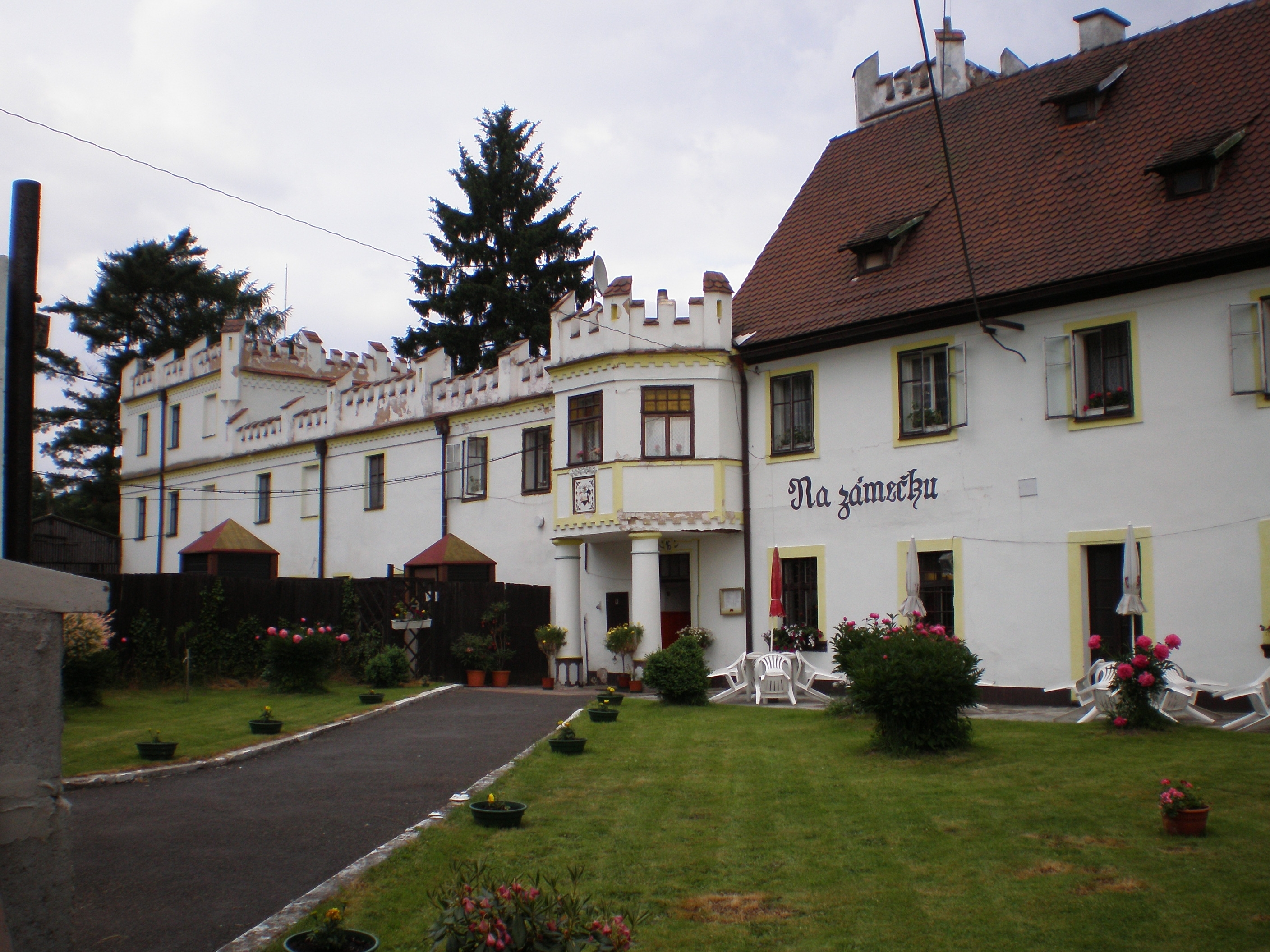
Doubrava
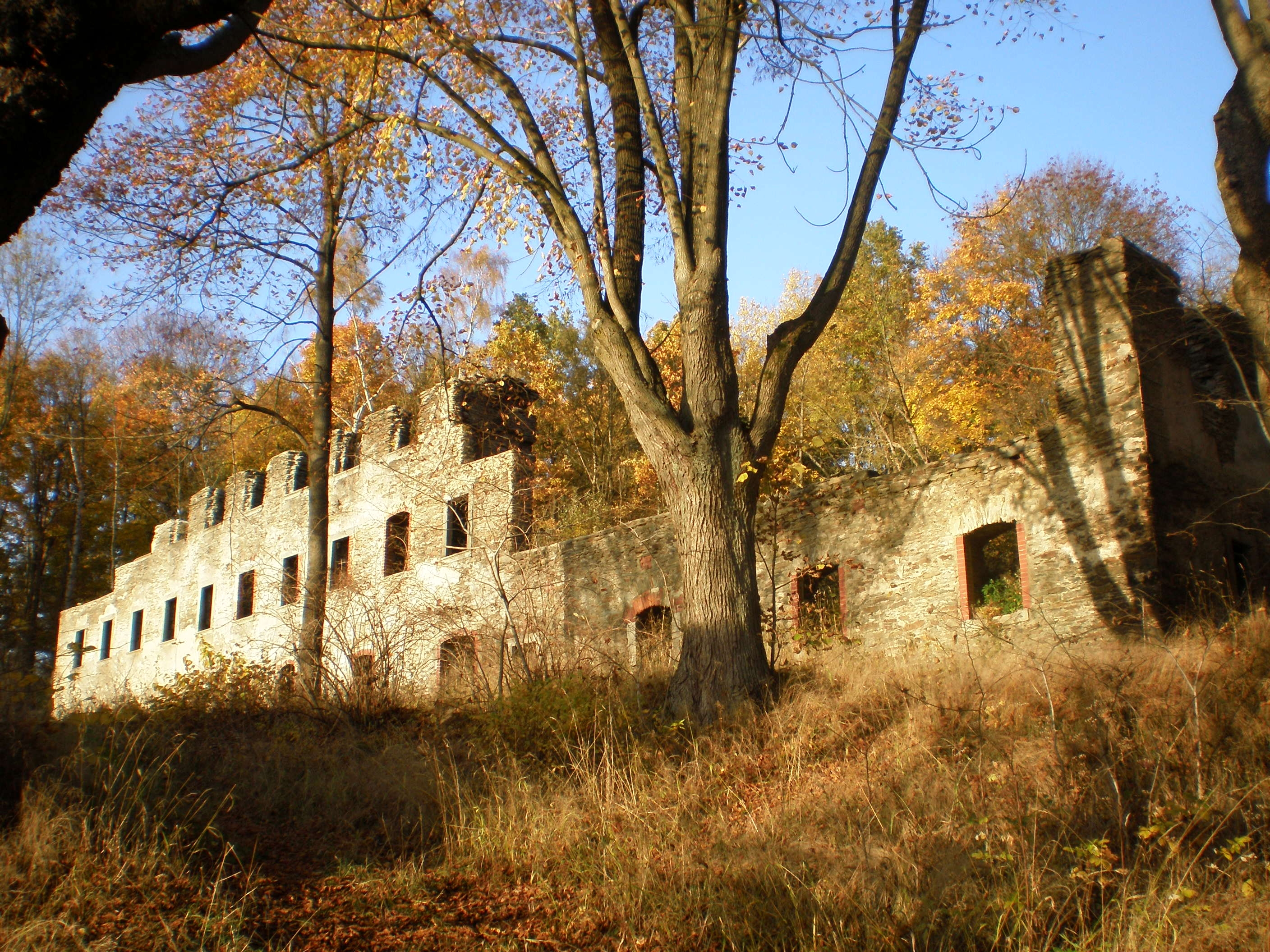
Podhradí
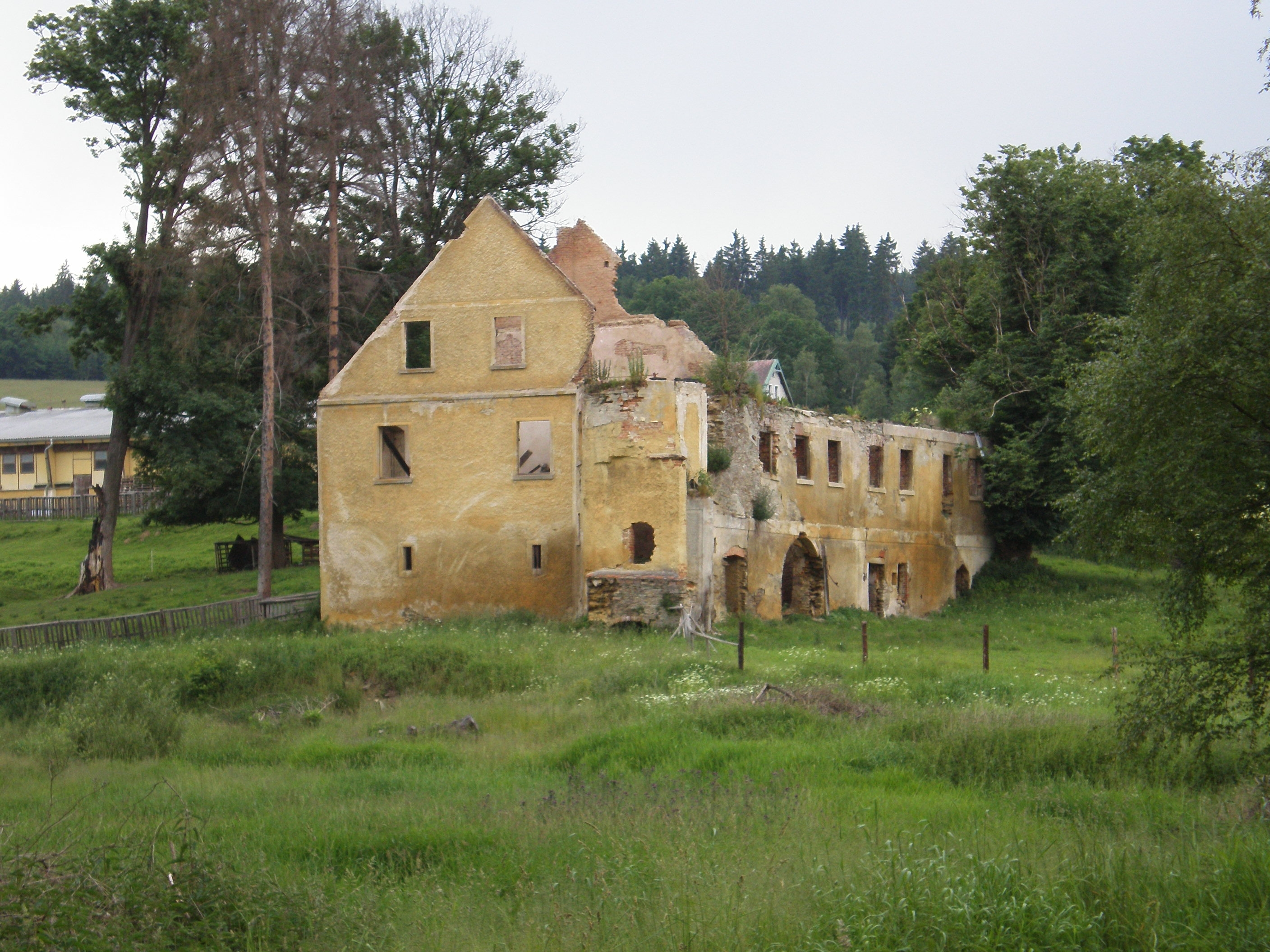
Kopaniny, zbytky koníren
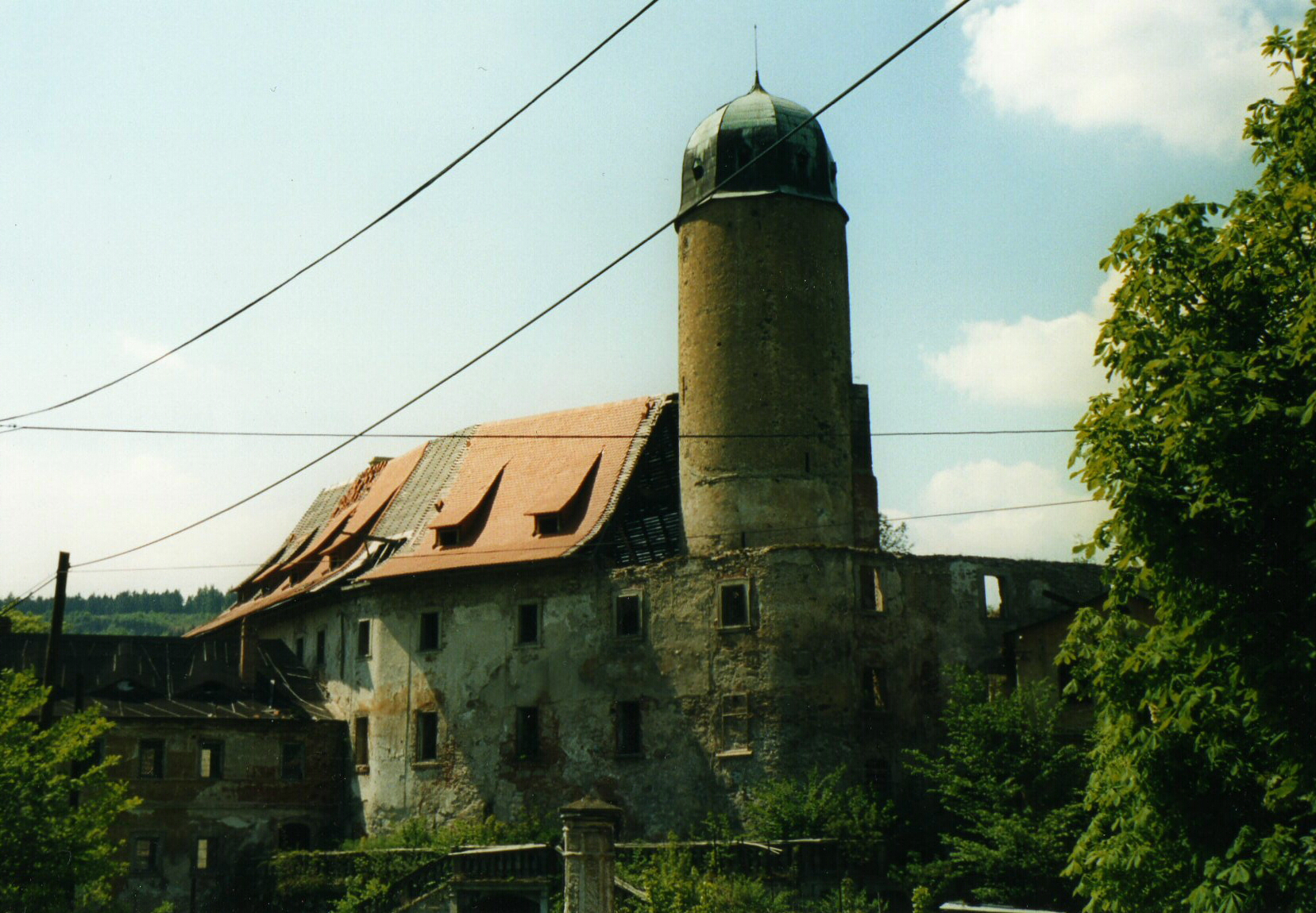
Libá
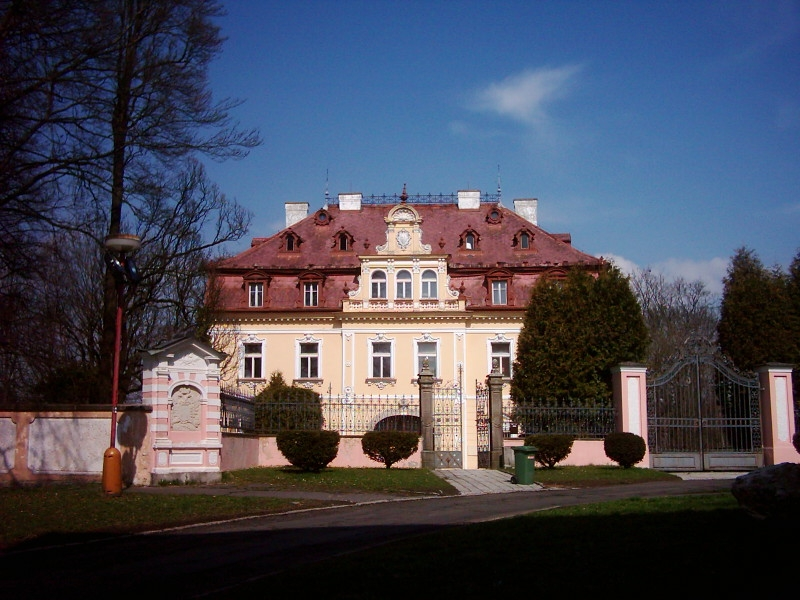
Aš